# Piastów (przystanek kolejowy)
Piastów – przystanek kolejowy na linii podmiejskiej, położony przy ul. Dworcowej w Piastowie, w województwie mazowieckim, w Polsce. Według klasyfikacji PKP ma kategorię dworca aglomeracyjnego.

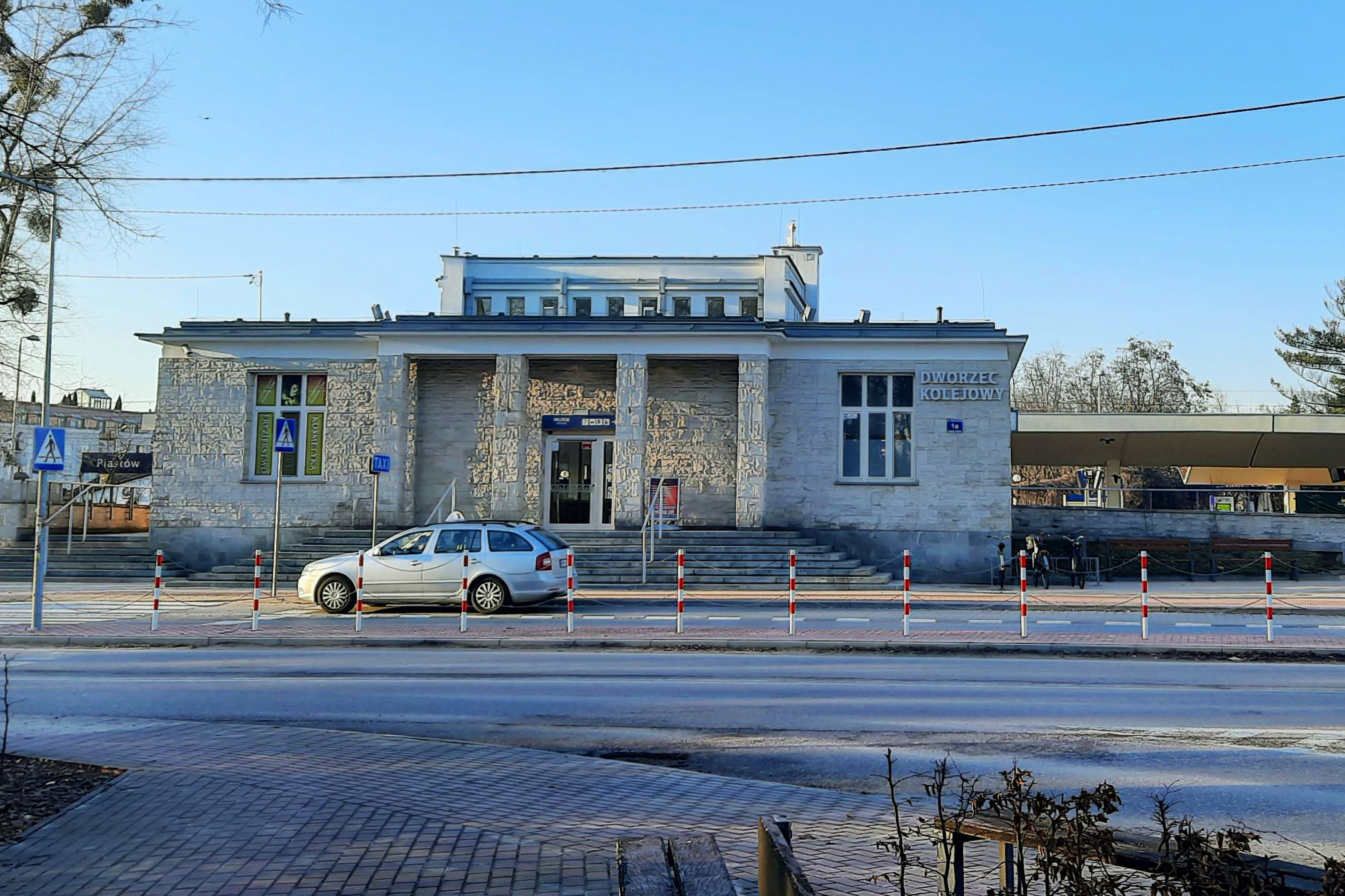
Przystanek kolejowy widziany od południa

Z przystanku PKP Piastów można dojechać elektrycznymi pociągami podmiejskimi na zachód (do Skierniewic, Grodziska Mazowieckiego i Żyrardowa) i na wschód (do Warszawy Śródmieście, a dalej do Mińska Mazowieckiego, Otwocka, Sulejówka Miłosny). Na przystanku zatrzymują się pociągi podmiejskie różnych relacji Kolei Mazowieckich i linia S1 SKM.

## Ruch pasażerski
| Rok  | Wymiana roczna | Wymiana pasażerska na dobę | miejsce w Polsce |
| ---- | -------------- | -------------------------- | ---------------- |
| 2017 | 1 280 000      | 3 5000                     | 71               |
| 2018 | 475 000        | 1 300                      |                  |
| 2019 | 1 420 000      | 3 900                      | 73               |
| 2020 | 1 460 000      | 4 -00                      | 43               |
| 2021 | 1 570 000      | 4 300                      | 48               |
| 2022 |                | 2 800                      |                  |

## Połączenia
| Przewoźnik         | Linia | Trasa                                       |       |
| ------------------ | ----- | ------------------------------------------- | ----- |
| Koleje Mazowieckie | R1    | Warszawa Wschodnia - Piastów - Skierniewice | [ 5 ] |
| SKM Warszawa       | S1    | Pruszków – Piastów – Otwock                 | [ 5 ] |

Najbliższy autobus – dwie podmiejskie linie dzienne 716 i 717 oraz nocna N85. Z południowo-wschodniej części miasta do Warszawy najłatwiej dostać się liniami 191 i 207 rozpoczynającymi swój bieg na ulicy Regulskiej wyznaczającej granicę z Warszawą.